# بلدة فالي مقاطعة كينغمان (كنساس)
بلدة فالي، مقاطعة كينغمان (بالإنجليزية: Valley Township, Kingman County, Kansas)‏ هي منطقة سكنية تقع في الولايات المتحدة في مقاطعة كينغمان، كنساس.  يقدر عدد سكانها بـ 102 نسمة ومساحتها 93.98 كم2  وترتفع عن سطح البحر 457 متر.